# Molossops temminckii
Molossops temminckii (Burmeister, 1854) è un pipistrello della famiglia dei Molossidi diffuso nell'America meridionale.

## Descrizione

### Dimensioni
Pipistrello di piccole dimensioni, con la lunghezza della testa e del corpo tra 48 e 52 mm, la lunghezza dell'avambraccio tra 29 e 33 mm, la lunghezza della coda tra 19 e 27 mm, la lunghezza del piede tra 5 e 8 mm, la lunghezza delle orecchie tra 11 e 13 mm e un peso fino a 9 g.

### Aspetto
La pelliccia è vellutata. Le parti dorsali variano dal castano chiaro al marrone scuro, mentre le parti ventrali sono leggermente più chiare. Il muso è corto, tozzo ed appuntito, con le narici che si aprono frontalmente. Le orecchie sono corte, triangolari e ben separate tra loro. L'antitrago è grande e squadrato. La coda è lunga, tozza e si estende per circa la metà oltre l'uropatagio. Il cariotipo è 2n=42 FN=56.

### Ecolocazione
Emette ultrasuoni sotto forma di impulsi di lunga durata e banda stretta a frequenza iniziale di 40 kHz, i quali in prossimità del bersaglio diventano più lunghi ed allargano la banda di frequenze fino a quella terminale di circa 53 kHz. Questo profilo è alquanto insolito ed unico tra i microchirotteri
.

## Biologia

### Comportamento
Si rifugia negli edifici, tra gli ammassi rocciosi e nelle cavità degli alberi.

### Alimentazione
Si nutre di Coleotteri, Ditteri, Emitteri, Lepidotteri, Omotteri ed Ortotteri.

### Riproduzione
Si riproduce da giugno ad ottobre, in Argentina da ottobre a novembre. Femmine gravide con un feto sono state catturate nel mese di settembre.

## Distribuzione e habitat
Questa specie è diffusa nell'America meridionale dalla Colombia centrale fino all'Argentina centro-settentrionale.
Vive nelle foreste pluviali amazzoniche e foreste semi-decidue, spesso vicino ai margini forestali e tra gli alberi sparsi delle savane e delle praterie.

## Tassonomia
Sono state riconosciute 3 sottospecie:
- M.t.temminckii: Brasile, Venezuela centrale e meridionale, Perù orientale, Bolivia settentrionale ed orientale, Paraguay, Uruguay occidentale;
- M.t.griseiventer (Sanborn, 1941): Colombia centrale ed orientale;
- M.t.sylvia (Thomas, 1924): Argentina settentrionale fino a Cordoba e Buenos Aires.

## Conservazione
La IUCN Red List, considerato il vasto areale e la popolazione presumibilmente numerosa, classifica M.temminckii come specie a rischio minimo (Least Concern)).